# Румунија на Светском првенству у атлетици у дворани 2022.
Румунија је на 18. Светском првенству у атлетици у дворани 2022. одржаном у Београду од 18. до 20. марта учествовала осамнаести пут, односно учествовала је на свим првенствима до данас. Репрезентацију Румуније представљала су 10 такмичарa (6 мушкараца и 4 жене) који су се такмичили у 7 дисциплина (3 мушке и 4 женске).,
На овом првенству такмичари Румуније нису освојили ниједну медаљу али су изједначиле један лични рекорд.

## Учесници
| Мушкарци: - Алин Јонуц Антон — 60 м препоне - Ремус Андреј Никулита — 4 х 400 м - Михај Сорин Дринго — 4 х 400 м - Денис Симон Тома — 4 х 400 м - Роберт Парђе — 4 х 400 м - Андреј Рареш Тоадер — Бацање кугле | Жене: - Марина Андреа Бабои — 60 м - Клаудија Михаела Бобоча — 1.500 м - Анамарија Нестериук — 60 м препоне - Флорентина Костина Јуско — Скок удаљ |

## Резултати

### Мушкарци
| Атлетичар             | Дисциплина   | Лични рекорд | Квалификације | Квалификације | Полуфинале           | Полуфинале           | Финале                | Финале       | Детаљи |
| Атлетичар             | Дисциплина   | Лични рекорд | Резултат      | Место         | Резултат             | Место                | Резултат              | Место        | Детаљи |
| --------------------- | ------------ | ------------ | ------------- | ------------- | -------------------- | -------------------- | --------------------- | ------------ | ------ |
| Алин Јонуц Антон      | 60 м препоне | 7,70         | 7,87          | 2. у гр. 6    | Није се квалификовао | Није се квалификовао | Није се квалификовао  | 37 / 44 (46) |        |
| Ремус Андреј Никулита | 4 х 400 м    | 3:10,36 НР   | 3:13,11       | 4. у гр. 3    |                      |                      | Нису се квалификовали | 12/ 12 (13)  |        |
| Михај Сорин Дринго    | 4 х 400 м    | 3:10,36 НР   | 3:13,11       | 4. у гр. 3    |                      |                      | Нису се квалификовали | 12/ 12 (13)  |        |
| Денис Симон Тома      | 4 х 400 м    | 3:10,36 НР   | 3:13,11       | 4. у гр. 3    |                      |                      | Нису се квалификовали | 12/ 12 (13)  |        |
| Роберт Парђе          | 4 х 400 м    | 3:10,36 НР   | 3:13,11       | 4. у гр. 3    |                      |                      | Нису се квалификовали | 12/ 12 (13)  |        |
| Андреј Рареш Тоадер   | Бацање кугле | 21,29 о      |               |               |                      |                      | 19,60                 | 17 / 18      |        |

### Жене
| Атлетичарка              | Дисциплина   | Лични рекорд | Квалификације | Квалификације | Полуфинале            | Полуфинале            | Финале                | Финале       | Детаљи |
| Атлетичарка              | Дисциплина   | Лични рекорд | Резултат      | Место         | Резултат              | Место                 | Резултат              | Место        | Детаљи |
| ------------------------ | ------------ | ------------ | ------------- | ------------- | --------------------- | --------------------- | --------------------- | ------------ | ------ |
| Марина Андреа Бабои      | 60 м         | 7,29         | 7,38(.376)    | 6. у гр. 1    | Није се квалификовала | Није се квалификовала | Није се квалификовала | 35 / 46 (47) |        |
| Клаудија Михаела Бобоча  | 1.500 м      | 4:01,31      | 4:06,66 КВ    | 3. у гр. 1    |                       |                       | 4:09,64               | 9 / 19       |        |
| Анамарија Нестериук      | 60 м препоне | 8,07         | 8,13 КВ       | 3. у гр. 4    | 8,13(.122)            | 7. у гр. 1            | Није се квалификовала | 18 / 41 (45) |        |
| Флорентина Костина Јуско | Скок удаљ    | 6,92         |               |               |                       |                       | 6,24                  | 14 / 14 (15) |        |